# جون تشيمبرز
جون تشيمبرز (بالإنجليزية: John Chambers)‏ كان الأمريكي تشيمبرز خبيرا في التجميل، والمكياج التنكري في كل من التلفزيون والسينما. وقد حصل على جائزة فخرية أكاديمية من أكاديمية الفنون والعلوم السينمائية عام 1968. واشتهر بأنه من قام بتشكيل آذان سبوك المدببة في المسلسل التلفزيوني (Star Trek) عام 1966، وبأعماله التجسيدية الرائدة في إنتاج سلسلة أفلام (planet of the Apes).
منح جون تشيمبرز وسام الجدارة من وكالة المخابرات المركزية لمشاركته في الحركة الكندية، حينما هرب ستة رهائن أمريكيين أثناء أزمة الرهائن الإيرانية عام 1979. وكانت هذه الواقعة هي أساس فيلمArgo ، والذي فاز بجائزة الأوسكار لأفضل فيلم عام 2012. وقد لعب فيه جون غودمان دور تشيمبرز.

## النشأة وتعليمه
ولد تشامبرز في مدينة شيكاغو في ولاية إلينوي، لعائلة إيرلندية أمريكية. وقد هاجر والده مايكل من نيوبورت في إيرلندا.

## مهنته
درب تشيمبرز كفنان تجاري، وبدأ مسيرته في تصميم المجوهرات والسجاد. وبعد خدمته كفني طبي خلال الحرب العالمية الثانية، عمل في إصلاح الوجوه، وصنع الأطراف الصناعية للمحاربين القدامى في مستشفى شؤون المحاربين القدامى في هاينز، إيلينوي. كما تدرب تحت يدي خبير التجميل بن ناي ثم تحت يد رئيس التجميل في شركة الاستوديوهات الأمريكية (20th Century Fox).   
في عام 1953، انضم تشيمبرز إلى شبكة NBC التلفزيونية كخبير تجميل للبرامج المباشرة. وبعد العمل في أول فيلم له (Around the World in Eighty Days) في عام 1956، انضم إلى شركة الأفلام الأمريكية (Universal Pictures). ولفت عمله الانتباه في فيلم (The List of Adrian Messenger)؛ حيث كان على المشاهدين تخمين هوية المشاهير الذين أُخفيت ملامحهم تحت مكياج تشيمبرز، والتي لم تكشف حتى نهاية الفيلم. كما عمل تشمبرز أيضا في المسلسلين التلفزيونيين (The Munstsrd)  و (The Outer Limits).

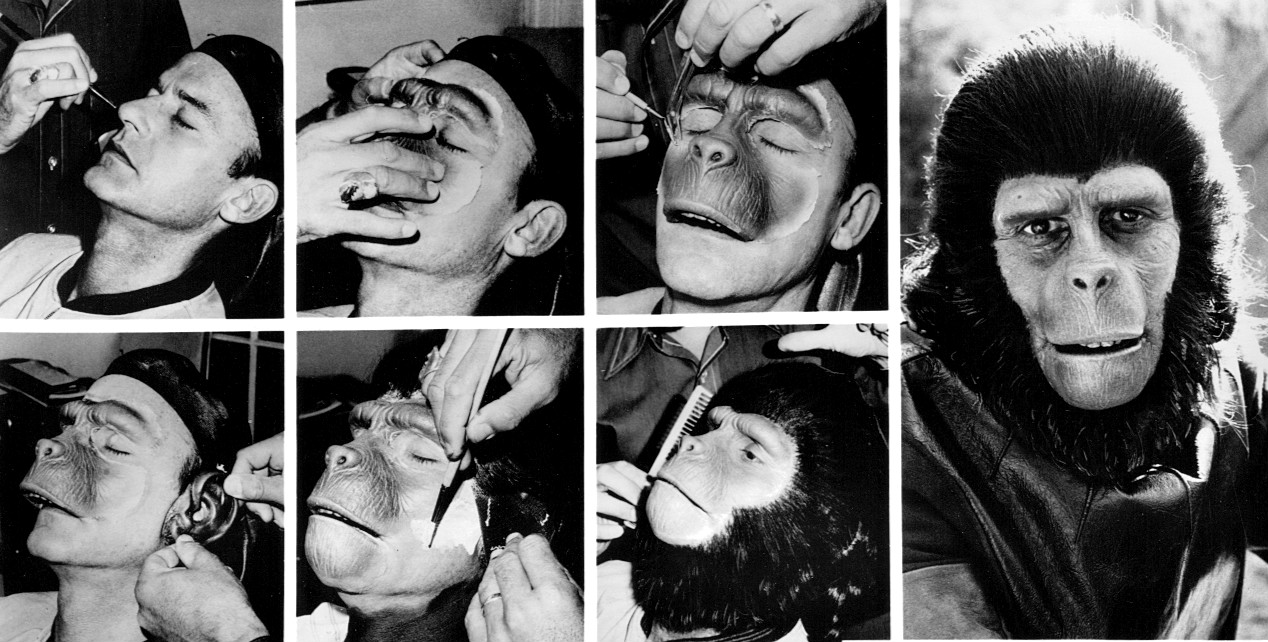
تصميم المكياج التنكري للممثل رودي ماكدويل في فيلم (The planet of the Apes) عام 1974.

أصبح تشمبرز معروفا على مستوى العالم لعمله في سلسلة أفلام (Planet of the Apes)، والتي بدأت بفيلمٍ يحمل اسم السلسلة عام 1968. وعقد خلال إنتاجه عدة دورات تدريبية في استوديوهات 20th Century Fox لإرشاد 78 فنان آخر يعمل في الفيلم. وقد فاز بجائزة الأوسكار الفخرية في حفل توزيع جوائز الأوسكار الحادي والأربعين عام 1969 لعمله في السينما، وذلك قبل تأسيس «جائزة الأوسكار لأفضل مكياج» عام 1981 بكثير. وكان تشامبرز أول خبير تجميل سينمائي حصل على نجمة في ممشى المشاهير في هوليوود.
عمل تشمبرز في الحلقة التجريبية من مسلسل (Mission Impossible)، وشكّل الآذان المدببة التي ظهر بها ليونارد نيموي في شخصية سبوك في مسلسل  (Star Trek)التلفزيوني الأصلي. كما ابتكر أنف لي مارفِن الاصطناعي لدوره في فيلم (Cat Ballou) والذي حاز به على جائزة الأوسكار عام 1965، والصدر الاصطناعي لريتشارد هاريس في فيلم (Man Called Horse)الصادر عام 1970، والذي علّق به بدبابيس خلال طقوس شعائرية للأمريكيين الأصليين. وتُعرض الآن بعض شخصياته المبتكرة، بما في ذلك شخصيتيّ كورنيليوس ودكتور زايوس من سلسلة (Planet of the Apes) في متحف الخيال العلمي في مدينة سياتل. وخدم تشمبرز كرئيس لجمعية خبراء التجميل أيضا.

## عمله مع وكالة المخابرات المركزية

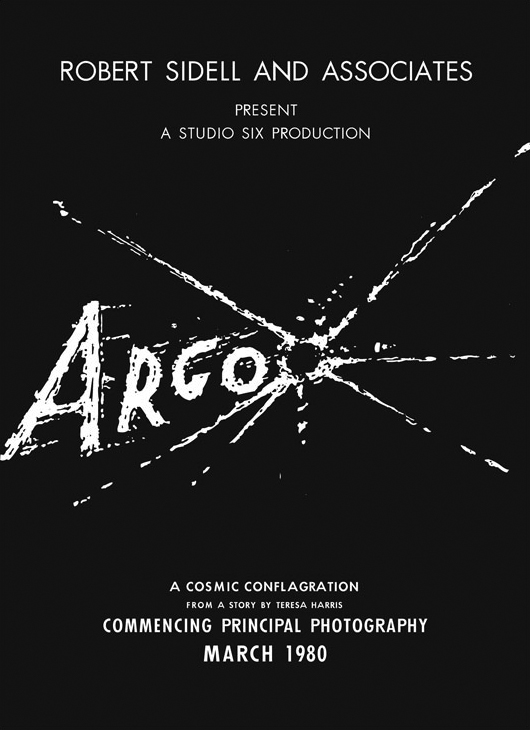
ملصق فيلم الخيال العلمي الوهمي (Argo)، والذي أنتج كجزء من تغطية قصة الحركة الكندية.

في أواخر السبعينات، عمل تشيمبرز كمتعاقد مع وكالة المخابرات المركزية، وخلق «مجموعات تمويه» لأفراد المخابرات المركزية الأمريكية المرابطين في بلدان أخرى. ويمكن رؤية بعض أعماله في متحف الجاسوسية الدولي (International Spy Museum) في العاصمة واشنطن.
في عام 1980، جنّد ضابط وكالة المخابرات المركزية «توني منديز» تشيمبرز للعمل على الحركة الكندية، وهي إنقاذ ستة من موظفي السفارة الأمريكية الذين كانوا يختبئون في مقر إقامة السفير الكندي أثناء أزمة الرهائن الإيرانية. أنشأ تشيمبرز شركة إنتاج وفيلم مزيفان للتغطية على طاقمٍ يخطط لتصوير فيلم خيال علمي في إيران بعنوان (Argo). ولجعل التغطية قابلة للتصديق؛ استخدم تشيمبرز المكتب السابق للممثل مايكل دوغلاس والذي استخدمه أثناء تصوير فيلم (The China Syndrome) عام 1979 في استديوهات (Sunset Gower). طبع تشيمبرز ومنديز بطاقات عمل وهمية، وعقدوا مؤتمر صحفي للفيلم في ملهى ليلي في لوس انجلوس، ونشرت إعلانات في مجلتي فاريتي (Variety) وذا هوليداي ريبورتر (The Hollywood Reporter). وساعد خبير التجميل روبرت سيدل وزوجته أندي في الخدعة، حيث تظاهرت أندي انها موظفة استقبال لشركة الإنتاج المزيفة.[13]
نجحت جهود الإنقاذ، وتم منح تشيمبرز وسام الجدارة من وكالة المخابرات المركزية، [13][1] ولكن كان مطلوبا منه  أن يبقي مشاركته سراً حتى تم رفع السرية عن القصة في عام 1997. في عام 2012 حصل فيلم ارقو (Argo) على جائزة الأوسكار لأفضل فيلم، وقام بتمثيل دور تشيمبرز الممثل جون غودمان.]14[

## أواخر حياته
تقاعد تشامبرز في عام 1982-15وعاش في مجتمع تقاعدي في دار الرعاية التي تقدم لأعضاء صناع السينما والتلفزيون والتي تسمى الدولة السينمائية (the Motion Picture Country Home)، في وودلاند هيلز، كاليفورنيا. وفي عام 1998، تم إصدار فيلم وثائقي بعنوان تحية تقدير لجون تشيمبرز (A Tribute to john chambers)، من إخراج سكوت اسمان.]16[ وفي نفس العام، تم إدراج اسمه بالمرتبة 94 في قائمة «100 شخص الأكثر تأثيرا في تاريخ الأفلام».]17[ كما تم منح تشيمبرز «نجمة» على ممشى المشاهير في هوليوود في جادة هوليوود بوليفارد 7006، وهو أحد القلة من خبراء التجميل الذين يملكون واحدة.
توفي تشيمبرز في 25 أغسطس 2001 في مستشفى كاليفورنيا، عن عمر يناهز 78 عاما. وقد كانت زوجته جوان تعتني به في حياته.

## قائمة أعماله السينمائية
- حول العالم في 80 يوم (1956) (غير معتمد)
- كمين في ممر سيمارون (1958)
- المواجهة في بوت هيل (1958)
- قائمة المبعوث أدريان (1963)
- الناسخون البشريون (1965)
- كوكب القردة (1968)
- أسفل كوكب القردة (1970)
- ما وراء وادي الدمى (1970) (غير معتمد)
- ميفيستو والتز (1971) (غير معتمد)
- الهروب من كوكب القردة (1971)
- المسلخ رقم خمسة (1972)
- غزو كوكب القردة (1972)
- الوحش الخارق (1972)
- معركة من أجل كوكب القردة (1973)
- فيلم Sssssss (1973)
- وهم الفردوس (1974)
- فوق القرد (1975 وثائقي)
- الأغصان (فيلم تلفزيوني لعام 1975)
- الجنين (1976)
- الجميلة والوحش (فيلم تلفزيوني لعام 1976)
- جزيرة د. مورو (1977)
- أصداء الظلام (1977)
- هالوين الجزء الثاني (1981)
- عداء النصل (1982) (غير معتمد)
- إعادة توحيد الصف الوطني في لامبون (1982) (غير معتمد)
- الأعمال المنسوبة له جزئيا
- للفيلم التلفزيوني لعام 1976، انظر أعلاه.
- مسرح شيرلي تيمبل (1960-1961)
- الحدود الخارجية (1963)
- الوحوش (1964)
- ستار تريك (1966)
- المهمة المستحيلة (1966)
- الضياع في الفضاء (1967-1968)

## روابط خارجية
- جون تشيمبرز على موقع IMDb (الإنجليزية)
- جون تشيمبرز على موقع الموسوعة البريطانية (الإنجليزية)
- جون تشيمبرز على موقع قاعدة بيانات الفيلم (الإنجليزية)

- جون تشيمبرز على موقع IMDb
- الفيلم 100: جون تشيمبرز، رقم 94، لمحة عن حياة الشخص
- تحفة  Argo على الشاشة،10 أكتوبر، 2012
- نعي